# Fórizs Attila Fóka
Fórizs Attila "Fóka" (Budapest, 1968. július 14. –) karikaturista, autodidakta grafikus.

## Pályafutása
1997-től rajzol karikatúrákat a Móricka című pikáns lapnak.
Oszlopos tagja lett a Móricka lapcsaládnak: Kismalac, Kutyahús, Zsebmatyi, Szaft, Morbid.
Rajzolt politikai vicclapoknak is: Dilibogyó, Pató Pál.
A Mai Nap a Rokker Zsoltti comic-strip sorozatát közölte.
Készített "szelídebb" lapok számára karikatúrákat: Kretén, Mérnök Újság, No Komplett, Digitális Házimozi, Mobil Autóhifi.
A karikatúrák mellett szívesen készít még erotikus képregényeket is.
Állandó sorozatai: Albert, Doktor Dudor, Krumpli úr és anyósa, Agytörzsy professzor, Falli Manó.
Hitvallása: „különösebb művészi ambícióim nincsenek, lényeg, hogy nevessenek a rajzaimon.”
Jelenleg Dombóvári István humorista comic-strip sorozatát készíti folyamatosan.
Szignó: FÓKA

## Kiállítás
- Best of 2005

## Publikáció
- Morbid (1996-97)
- No Komplett (1998)
- Dilibogyó (1998)
- Móricka (1998-2021)
- Kis Malac (2000-2021)
- Com-X (2000)* Zsebmatyi (2001)
- Kutyahús (2001)
- Móricka Évkönyv (2002)
- Pató Pál (2003-2004)
- Kretén, Mérnök Újság, Digitális Házimozi, Mobil Autóhifi.

## Kiadványok
- Rokker Zsoltti – Neszójjábe! (2003, aranylemez) borító karikatúrája
- Rokker Zsoltti - Képregény füzetek (kiadó: Semic)

## Rokker Zsoltti képregények
- Rokker Zsoltti és a suli[1]
- Rokker Zsoltti comic[2]
- Rokker Zsoltti és a lángossütés[3]

## Könyvei
- Tyll Forest: Te vagy (Underground Kiadó)
- Tyll Forest: A fátyol ezen oldalán (magánkiadás)

## További információ
- Hivatalos oldal
- Fórizs Attila Fóka a Facebookon